# La Party
Pour plus de détails, voir Fiche technique et Distribution.
La Party (The Party) est un film américain de Blake Edwards sorti en 1968. Cette comédie populaire très ancrée dans l'époque Pop et psychédélique des années 1960 marque par la rareté de ses dialogues et son traitement burlesque de sa mise en scène et du montage, non sans écho avec le cinéma muet hollywoodien de Buster Keaton ou Harold Lloyd.

## Synopsis
Un acteur indien, nommé Hrundi V. Bakshi, est recruté par un studio hollywoodien pour jouer un soldat indigène dans un remake de Gunga Din. Lors du tournage, cet homme très maladroit détruit un des décors très coûteux du film.
Le producteur très fâché contre lui demande au dirigeant du studio, Fred Clutterbuck, qu'on l'inscrive sur la liste noire. À la suite d'un quiproquo, Hrundi se retrouve en fait invité à un dîner de gala chez les Clutterbuck. Pendant la soirée, Bakshi accumule les gaffes mais il n'est pas le seul.

## Fiche technique
- Titre original : The Party
- Titre français : La Party
- Réalisation : Blake Edwards
- Scénario : Blake Edwards, Frank Waldman (en) et Tom Waldman (en) d'après une histoire originale de Blake Edwards
- Direction artistique : Fernando Carrere
- Décors : Reg Allen et Jack Stevens
- Costumes : Jack Bear
- Photographie : Lucien Ballard
- Son : Robert Martin
- Montage : Ralph E. Winters (image), Ben Smith (son)
- Musique : Henry Mancini
  - Conseiller musical sitar : Ravi Shankar (non crédité)
- Production : Blake Edwards ; Ken Wales (associé) ; Walter Mirisch (exécutif)
- Société de production : The Mirisch Corporation
- Société de distribution : United Artists, Les Artistes associés (France)
- Pays d'origine :  États-Unis
- Langue d'origine : anglais ; italien, russe, français, chinois
- Budget : 1 500 000 $
- Format : couleurs - 35 mm (Panavision) - 2,35:1 (Cinémascope) - Son mono (Westrex Recording System)
- Genre : comédie
- Durée : 99 minutes
- Dates de sortie :
  - États-Unis : 4 avril 1968
  - Canada : 5 avril 1968
  - France : 13 août 1969

## Distribution
- Peter Sellers (VF : Michel Roux) : Hrundi V. Bakshi
- Claudine Longet : Michelle Monet
- J. Edward McKinley (VF : Claude Bertrand) : Fred Clutterbuck
- Marge Champion : Rosalind Dunphy
- Sharron Kimberly : la princesse Helena
- Denny Miller (VF : Jean-Claude Michel) : Wyoming Bill Kelso
- Gavin MacLeod : C. S. Divot
- Buddy Lester : Davey Kane
- Fay McKenzie : Alice Clutterbuck
- Kathe Green : Molly Clutterbuck
- Stephen Liss : Geoffrey Clutterbuck
- Steve Franken : Levinson, le serviteur saoul
- Jean Carson : la nounou
- Al Checco : Bernard Stein
- Corinne Cole : Janice Kane
- Dick Crockett (en) : Wells
- Frances Davis : la domestique
- Danielle De Metz : Stella D'Angelo
- Herbert Ellis : le réalisateur
- Paul Ferrara : Ronnie Smith
- Allen Jung : le cuisinier
- James Lanphier : Harry
- Jerry Martin : Bradford
- Elianne Nadeau : Wiggy
- Tom Quine : le député Dunphy
- Timothy Scott : Gore Pontoon
- Ken Wales : l'assistant réalisateur
- Carol Wayne : Julie Warren
- Donald R. Frost : le batteur
- Helen Kleeb : la secrétaire de Clutterbuck
- Linda Gaye Scott : la starlette
- Natalia Borisova : la ballerine
- Jerry Martin : Bradford
- Vin Scully : lui-même (voix) (non crédité)

## Production

### Musique
La musique, très présente dans le film, est composée par Henry Mancini. Le musicien qui « double » Peter Sellers au sitar au début du film est Bill Plummer. On peut également entendre le trompettiste Jack Sheldon sur le thème du générique. La chanson Nothing to Lose est interprétée par Claudine Longet elle-même. 
Les musiciens qui apparaissent à l'écran lors de la soirée sont en fait « doublés » par Plas Johnson (saxophone ténor), Jimmy Rowles (piano), Ray Brown (contrebasse) et Shelly Manne (batterie).
Lorsque Peter Sellers est aux prises avec la chasse d'eau, on entend en fond sonore la chanson It Had Better Be Tonight (en version instrumentale), extraite du film La Panthère rose, précédente collaboration de Blake Edwards, Peter Sellers et Henry Mancini.

## Réception
Jacques Lourcelles dans son Dictionnaire du cinéma paru en 1992 juge La Party comme la comédie la plus réussie et la plus drôle des vingt dernières années. Dans ce film, selon lui, Edwards revient aux sources du cinéma muet avec une succession de catastrophes et de maladresses de plus en plus gigantesques mises en relief par sa mise en scène raffinée dans un unique décor clos.

## Analyse filmique et critique
Cette comédie américaine est une parodie de La Nuit de Michelangelo Antonioni. Selon certains critiques, le réalisateur reprend l'esthétique du film qualifiée de géométrique et « froide » ainsi que l'ennui qui peut survenir des joies artificielles. Blake Edwards reprendrait également l'un des principes clés de Tati : chaque acteur, figurant ou principal, est une source de gags, observe et est observé ; chacun des personnages est spectateur et acteur. Cet effet est notamment obtenu grâce à la « transparence » du décor. L'acteur principal n'est alors plus qu'un fil conducteur.

## Autour du film
- Le groupe de DJ français Birdy Nam Nam tire son nom d'une scène où Peter Sellers essaye de nourrir un oiseau en lui disant « birdy nam nam » (« birdie num num » en réalité).